# Hipólito Oliva
Pour les articles homonymes, voir Oliva.
Hipólito Oliva est un amiral argentin de la fin du XIXe siècle.

## Biographie
Hipólito Oliva naît le 8 mai 1858. Il rejoint la Marine argentine en 1872 et intègre l'école navale militaire cinq ans plus tard ; second de sa promotion, il est ainsi autorisé à poursuivre ses études pendant un an avec la Marine espagnole. En mai 1882 il est l'un des fondateurs du Centro Naval (es). En 1890 il est nommé commandant du croiseur Patagonia (es). De 1895 à 1896 il commande le cuirassé Libertad (es) dans l'Atlantique sud. Il commande l'année suivante le 25 de Mayo (es), puis brièvement les Garibaldi (es) et 9 de Julio. Chef de la commission navale de construction de destroyers en Europe puis commandant de la base navale de Puerto Belgrano, il part à la retraite en 1915 avec le grade de vice-amiral. Il meurt le 4 août 1943.